# Галлюцинация
Галлюцина́ция (новолат. hallucinatio < лат. alucinatio — бессмысленная болтовня, бредни, несбыточные мечты) — образ, возникающий в сознании без внешнего раздражителя. Галлюцинации возникают при сильной усталости, употреблении алкоголя, некоторых психотропных веществ и при некоторых психических и неврологических заболеваниях. Термин впервые был введён Жаном–Этьеном Эскиролем в 1817 году.
Частые либо продолжительные (на протяжении многих лет) галлюцинации характерны для шизофрении, причём наличие таких галлюцинаций связано с негативным прогнозом лечения и вызывает затруднения при трудоустройстве.

## Разновидности галлюцинаций

### Истинные
Мнимый воспринимаемый объект или явление находится в объективном психическом пространстве; истинные галлюцинации классифицируются по анализаторам на зрительные, слуховые, осязательные (тактильные), обонятельные, вкусовые, вестибулярные, висцеральные (соматические), проприоцептивные (двигательные, моторные, кинетические) и комплексные (синтетические, сложные) (галлюцинации в пределах разных анализаторов, относящиеся к одному воспринимаемому объекту). Висцеральные галлюцинации отличаются от сенестопатий предметностью — больной указывает на наличие конкретных предметов, живых существ, находящихся в его внутренних органах, под кожей, ощущение прохождения электрического тока по телу, тогда как при сенестопатиях беспокоят беспредметные тягостные, неприятные ощущения.
В отличие от иллюзий и представлений, согласно общепринятой точке зрения, истинные галлюцинации не возникают у психически здоровых людей.

#### Ассоциированные
Галлюцинации характеризуются логически последовательным появлением образов (например, «голос» объявляет о тотчас же следующих за ним зрительных галлюцинациях).

#### Императивные
Императивные (от лат. Imperare — приказывать) галлюцинации — вербальные галлюцинации, отличающиеся приказным, повелевающим тоном. Нередко «голоса» приказывают совершать поступки, опасные для больного или окружающих. Часто императивные галлюцинации наблюдаются при суицидальном или гомицидальном поведении.

#### Рефлекторные
Это галлюцинации, переживаемые в одном анализаторе при воздействии реального раздражителя на другой анализатор.

#### Экстракампинные
Галлюцинации, выходящие за пределы «чувствительного поля» данного анализатора (например, зрительные галлюцинаторные образы воспринимаются больным позади себя).

### Псевдогаллюцинации
Воспринимаемый объект или явление находится в иллюзорном психическом пространстве. Псевдогаллюцинации входят в структуру синдрома Кандинского — Клерамбо; чаще всего встречаются у лиц, больных шизофренией.

### Функциональные
Мнимый предмет или явление воспринимается на фоне реально существующего, действующего на тот же анализатор (например, в шорохе листвы, журчании воды человек слышит человеческую речь); данный вид галлюцинаций отличается как от истинных, при котором вовсе нет реального раздражителя, действующего на анализатор, в сфере которого возникает галлюцинация, так и от иллюзий, при которых реальный раздражитель не воспринимается, полностью поглощаемый иллюзорным, тогда как при функциональных галлюцинациях реальный и мнимый объекты сосуществуют. Сюда относится, например, феномен следов («зрительное эхо») — нарушение восприятия, при котором движущиеся объекты видятся как ряд дискретных образов. Оно бывает у психически здоровых людей, например, при переутомлении.

### Галлюцинации Бонне
Возникают в анализаторе, функция которого резко снижена или совсем отсутствует, то есть зрительные галлюцинации у слепых людей, слуховые — у глухих. Описаны Шарлем Бонне на  примере его деда, у которого на фоне катаракты наблюдались зрительные галлюцинации. Не являются истинными галлюцинациями. Частным случаем галлюцинаций Бонне являются фантомные боли.

### Гемианоптические галлюцинации
Зрительные галлюцинации при гемианопсии, локализующиеся в выпавшей части поля зрения. Также не относятся к «истинным» галлюцинациям.

### Гипнагогические и гипнопомпические галлюцинации
Возникают у психически здоровых людей преимущественно в виде зрительных и слуховых образов, часто напоминающих события прожитого дня, при переходе от бодрствования ко сну и от сна к бодрствованию соответственно.

### Элементарные
Галлюцинации с незавершённой предметностью — зрительные и слуховые галлюцинации в форме отдельных звуков (акоазмы) или беспредметных образов (фотопсии).

### Основные причины
Галлюцинации могут проявляться по разному, ниже перечислены основные причины галлюцинаций:
- Деменция
- Мигрень
- Эпилепсия
- Опухоль головного мозга
- Болезнь Паркинсона
- Инфаркт
- Нарушения сна
- Травма
- Болезнь Крейтцфельдта-Якоба
- Психические расстройства
- Онейроид
- Употребление психоактивных веществ

Существует множество других причин возникновения галлюцинаций.